# Uglicz

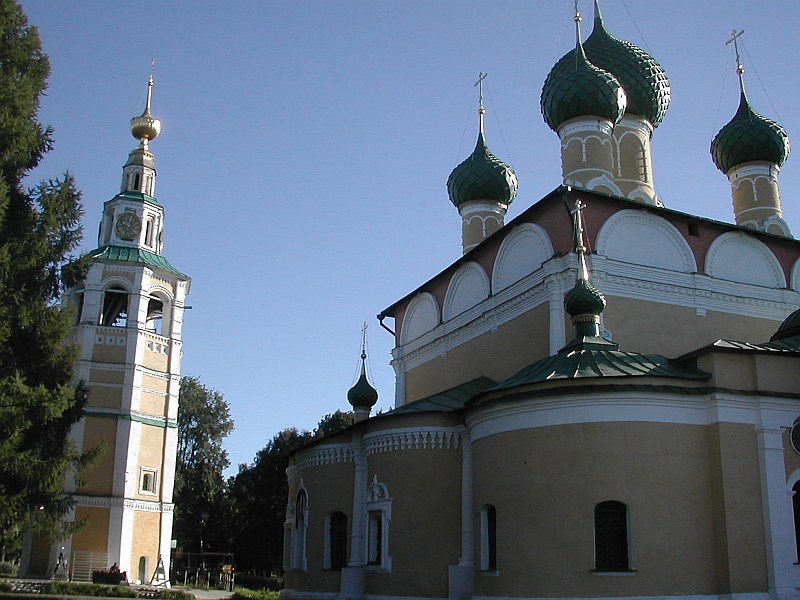
Fragment Kremla w Ugliczu

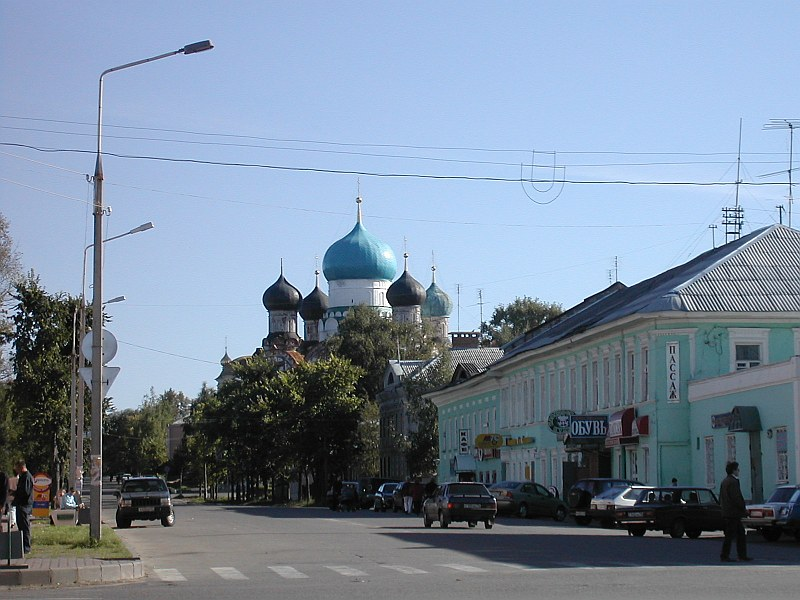
Ulica Rostowska w Ugliczu

Uglicz (ros. Углич) – miasto w zachodniej części Rosji, w obwodzie jarosławskim, nad rzeką Wołgą. Znane od 937 roku, pierwsza wzmianka jako o mieście z 1148. Miasto należy do tzw. Złotego Pierścienia Rosji. W 2005 Uglicz liczył około 37 tys. mieszkańców.
Od 1218 do 1328 był stolicą niezależnego Księstwa Uglickiego. Następnie wszedł w skład Księstwa Moskiewskiego. Jednym z najważniejszych wydarzeń w historii miasta była śmierć w nim w 1591 w niejasnych do końca okolicznościach carewicza Dymitra, syna Iwana IV Groźnego, co łączy Uglicz z początkami okresu wielkiej smuty. W konsekwencji tego wydarzenia większość ówczesnych mieszkańców została skazana na zesłanie.
W Ugliczu znajduje się kilkanaście cerkwi, z których kilka znajduje się na terenie Kremla, położonego nad brzegiem Wołgi. Do rewolucji w mieście było ponad dwadzieścia cerkwi, ale ponad połowę z nich zburzono w pierwszych latach istnienia ZSRR.
Do 2006 w Ugliczu działała fabryka zegarków marki Czajka.
W Ugliczu urodził się znany biolog rosyjski Aleksandr Oparin.
W mieście rozwinął się przemysł precyzyjny, włókienniczy, maszynowy oraz spożywczy.

## Historia
Uglicz został założony w 937 roku. W czasach rozbicia dzielnicowego Rusi Kijowskiej był stolicą małego księstwa (1218–1328), do czasu aż miejscowi książęta sprzedali swoje księstwo Wielkiemu Księstwu Moskiewskiemu. Jako miasto graniczne Księstwa Moskiewskiego, było wielokrotnie palone przez Mongołów, Litwinów i wojska Wielkiego Księstwa Twerskiego.
Wielki książę Moskwy Iwan III Srogi oddał miasto swojemu młodszemu bratu Andrzejowi Wielkiemu w 1462. Podczas panowania Andrzeja znaczenie miasta wzrosło, zostało zbudowanych kilka kamiennych budynków. Z tego okresu pochodzi przebudowany w 1713 sobór katedralny, monaster Opieki Matki Bożej założony przez Paisjusza Uglickiego (zniszczony przez bolszewików) oraz pałac książąt zbudowany z czerwonej cegły (zbudowany w 1481 i do tej pory istniejący).
W czasie panowania Iwana Groźnego miasto zostało przekazane jego młodszemu bratu, Jerzemu. Miejscowi mieszkańcy pomogli carowi zdobyć Kazań, wybudowali drewnianą twierdzę, która następnie została spławiona Wołgą do Kazania. Przez XVI wiek Uglicz rozkwitał politycznie i ekonomicznie, ale w kolejnych wiekach stracił na znaczeniu.
Pod koniec XVI wieku miasto stało się świadkiem wydarzeń zapowiadających wielki kryzys dynastyczno-państwowy na przełomie XVI i XVII wieku, który otrzymał nazwę wielkiej smuty. Po śmierci Iwana Groźnego w 1584 jego młodszy syn i jedyny następca nowego cara Fiodora – Dymitr Iwanowicz został zesłany przez Borysa Godunowa do Uglicza. Tu 15 maja 1591 ośmioletni wówczas chłopiec został znaleziony martwy z rozerżniętym gardłem na dziedzińcu pałacu. Podejrzenie natychmiast padło na głównego doradcę cara – Borysa Godunowa. Oficjalne śledztwo bojara Szujskiego stwierdziło we wniosku końcowym, że śmierć Dymitra była nieszczęśliwym wypadkiem. Wyrwano serce dzwonu, który oznajmił śmierć Dymitra. W Tobolskim Kremlu w dalekim rogu wisi «wygnanij» dzwon, który bił na alarm po zabójstwie carewicza Dymitra. Niewyjaśnione do końca okoliczności śmierci carewicza spowodowały później wieloletnią wojnę domową, gdy po śmierci ostatniego z Rurykowiczów, Fiodora Borys Godunow objął władzę. W 1601 Uglicz został przekazany byłemu narzeczonemu księżniczki Ksenii Godunowej – szwedzkiemu księciu Gustawowi.
W latach 1674–1677 z fundacji metropolity rostowskiego Jonasza w Ugliczu wzniesiono murowany kompleks monaster Zmartwychwstania Pańskiego.
W XIX wieku Uglicz zaczął podupadać, ponieważ brak kolei uniemożliwił sprzedaż produktów przemysłowych i rolnych. Dopiero w 1890 doprowadzono linie kolejowe do pobliskich miast: Kaljazin i Kaszyn – poprawiło to sytuację gospodarczą Uglicza.

W 1940 wybudowano linię kolejową relacji Kaljazin – Uglicz. W latach 1935–1950 zbudowano w Ugliczu elektrownię wodną.

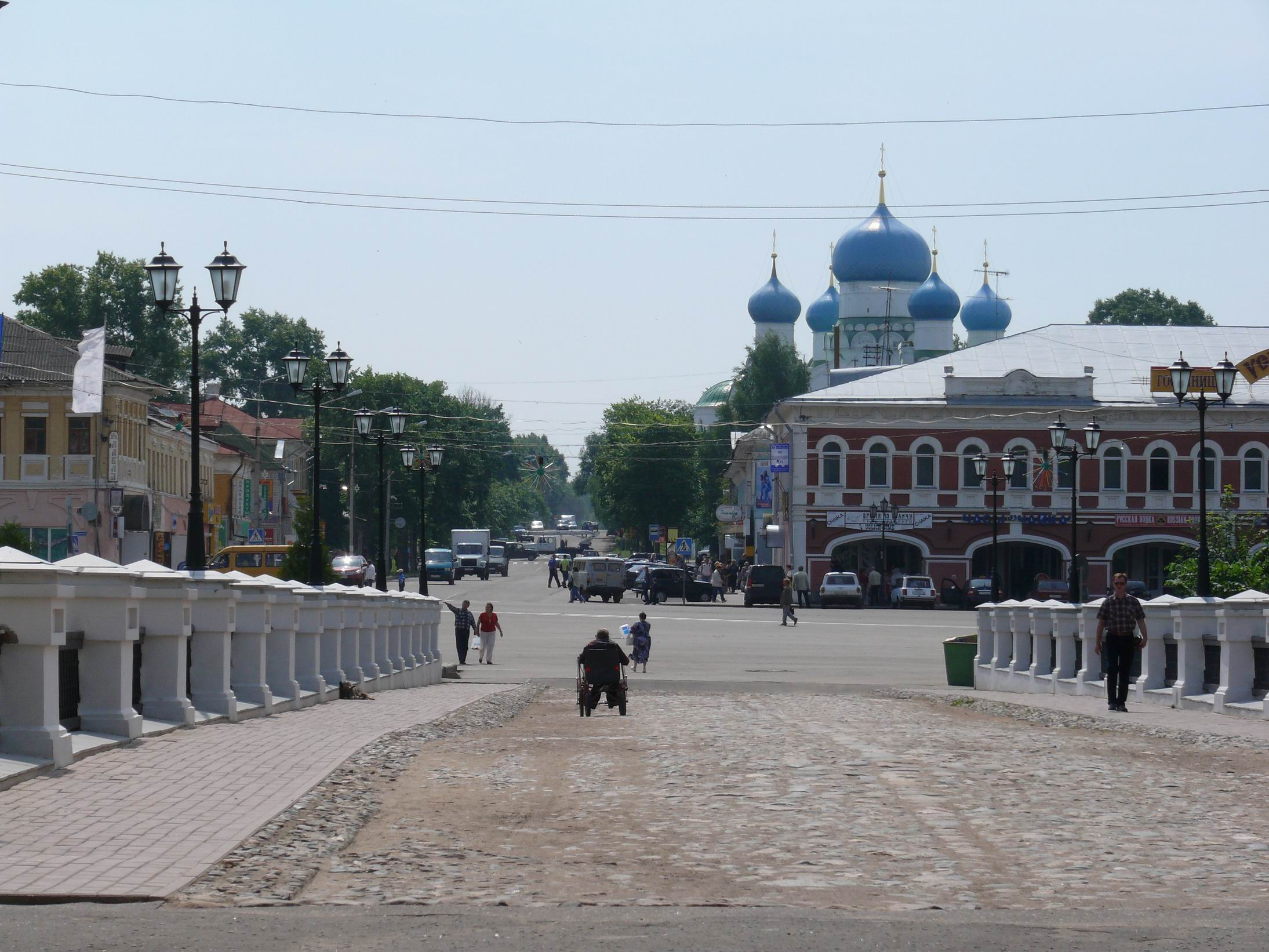
Centralny plac miasta
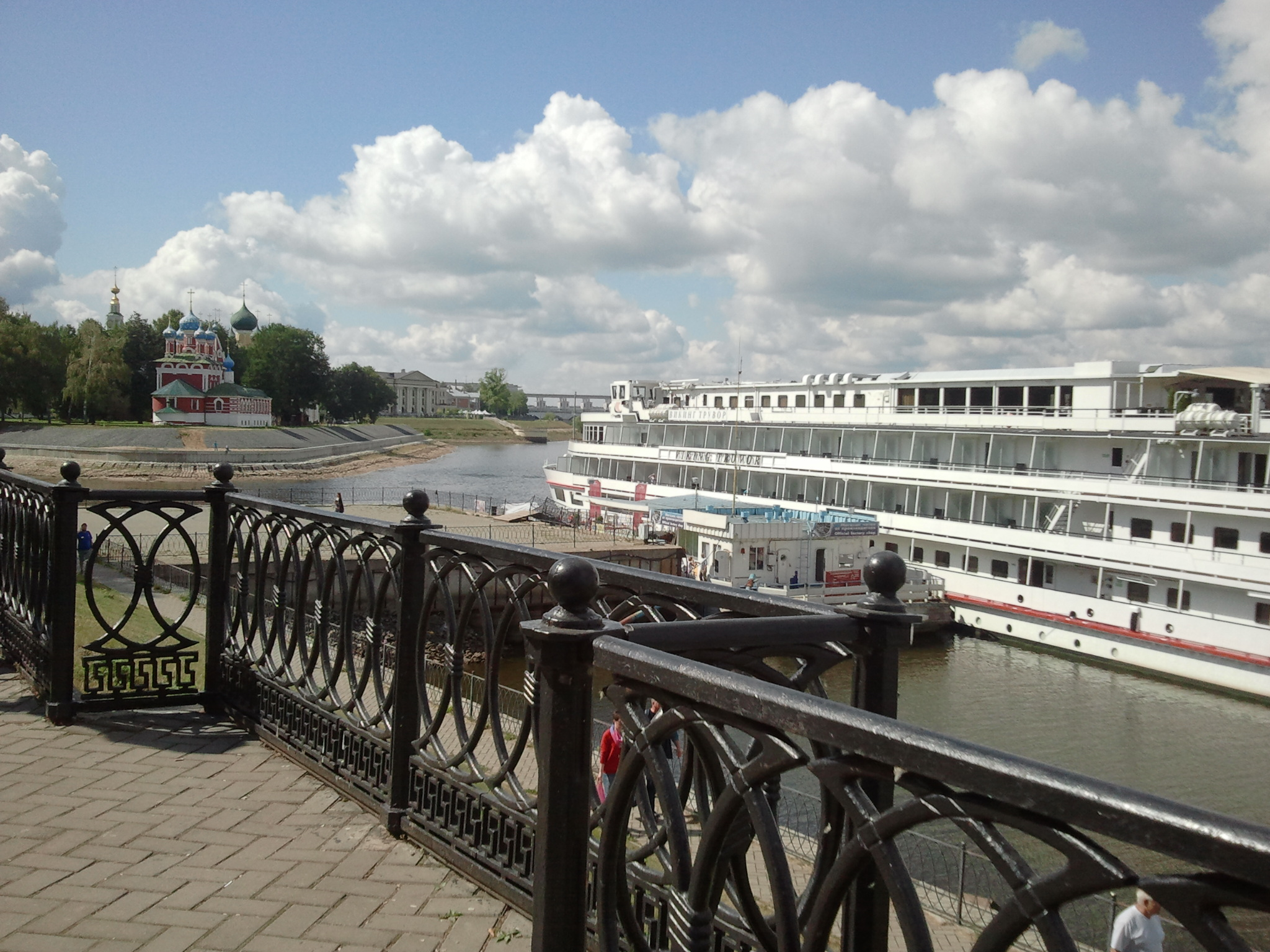
Przystań nad Wołgą
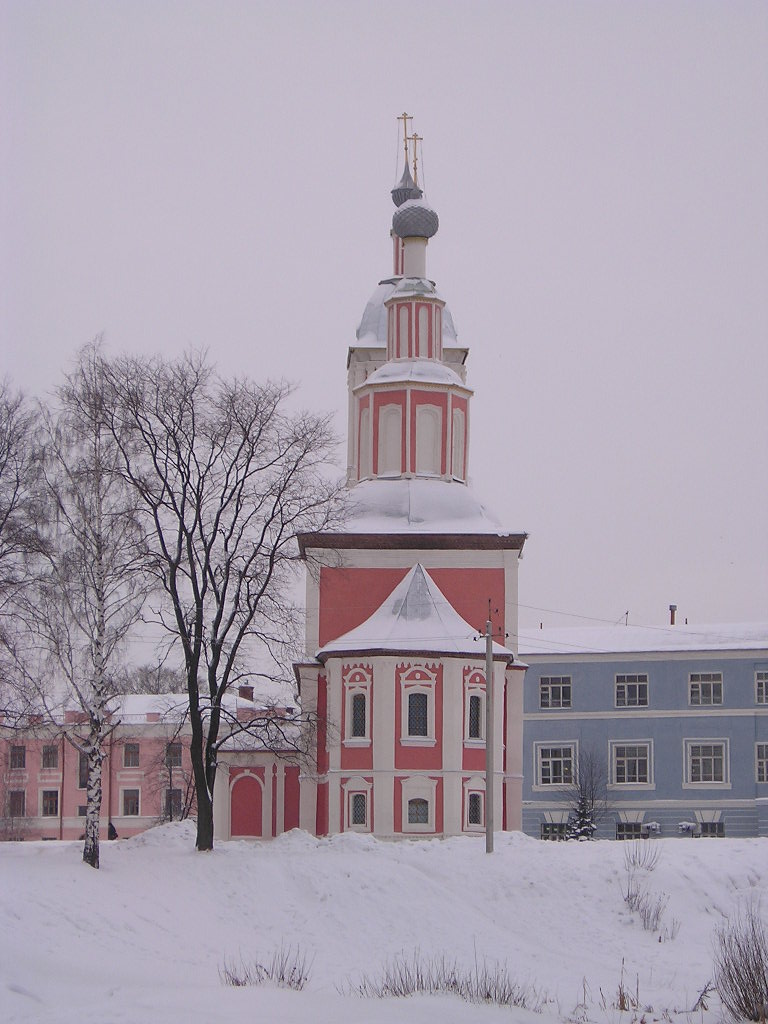
Cerkiew Kazańskiej Ikony Matki Bożej
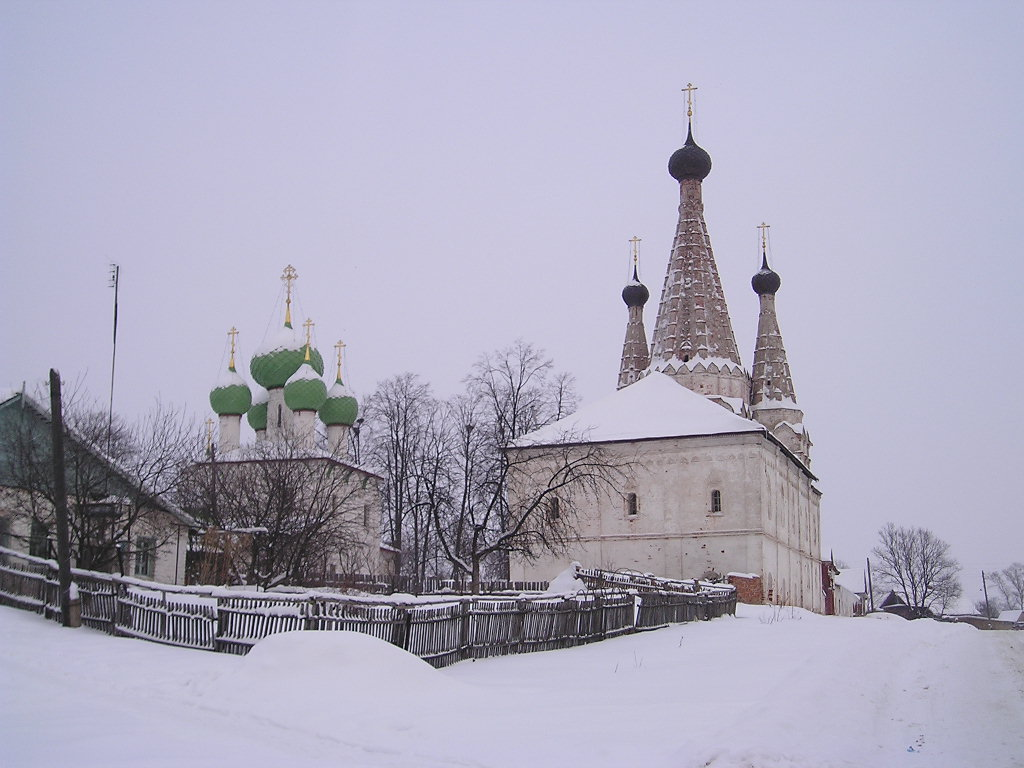
Cerkiew św. Aleksandra Newskiego